# Scopaeoscleratoscopia simplex
Scopaeoscleratoscopia simplex är en insektsart som beskrevs av Nicholas David Jago 1990. Scopaeoscleratoscopia simplex ingår i släktet Scopaeoscleratoscopia och familjen Proscopiidae. Inga underarter finns listade i Catalogue of Life.